# C.D. Santa Clara
Clube Desportivo Santa Clara este un club de fotbal portughez din Ponta Delgada, Azore. Echipa joacă pe Estádio de São Miguel, cu 13.277 de locuri. Este cea mai de succes echipă de fotbal din Insulele Azore, fiind singura echipă din arhipelag care a concurat într-o competiție UEFA, calificându-se în Cupa UEFA Intertoto și UEFA Europa Conference League.

## Participări în campionatele portugheze
| Sezon       | Div. | Liga          | Locul | @     |                 |
| ----------- | ---- | ------------- | ----- | ----- | --------------- |
| 2016.–2017. | 2.   | Segunda Liga  | 12.   | [ 2 ] |                 |
| 2017.–2018. | 2.   | Segunda Liga  | 2.    | [ 3 ] | ▲ Primeira Liga |
|             |      |               |       |       |                 |
| 2018.–2019. | 1.   | Primeira Liga | 10.   | [ 4 ] |                 |
| 2019.–2020. | 1.   | Primeira Liga | 9.    | [ 5 ] |                 |
| 2020.–2021. | 1.   | Primeira Liga | 5.    | [ 6 ] |                 |
| 2021.–2022. | 1.   | Primeira Liga | 7.    | [ 7 ] |                 |
| 2022.–2023. | 1.   | Primeira Liga | 18.   |       |                 |